# Sarapuí (kommun)
Sarapuí är en kommun i Brasilien.   Den ligger i delstaten São Paulo, i den sydöstra delen av landet, 900 km söder om huvudstaden Brasília. Antalet invånare är 9 027.
Följande samhällen finns i Sarapuí:
- Sarapuí

Omgivningarna runt Sarapuí är en mosaik av jordbruksmark och naturlig växtlighet. Runt Sarapuí är det ganska glesbefolkat, med 38 invånare per kvadratkilometer.